# アンソニー・コリンズ
アンソニー・ヴィンセント・ベネディクタス・コリンズ（Anthony Vincent Benedictus Collins, 1893年9月3日 - 1963年12月11日）は、イギリス出身の指揮者、作曲家。
ヘイスティングスの生まれ。17歳から地元の市民オーケストラのヴァイオリン奏者となったが、第一次世界大戦でイギリス陸軍に召集され、戦後の1920年に王立音楽大学でアキール・リヴァーデにヴァイオリン、グスターヴ・ホルストに作曲を学んだ。1926年にロンドン交響楽団の首席ヴィオラ奏者となり、コヴェント・ガーデン王立歌劇場でも演奏した。1936年に指揮者に転向し、カール・ローザ歌劇場、サドラーズ・ウェルズ劇場の指揮者を務めた。1939年にはアメリカに渡り、ハリウッド映画の作曲家として活動しながら、指揮者としてアメリカとイギリスの間を往来した。古巣のロンドン交響楽団とは良好な関係を保ち、シベリウスの交響曲全集などを録音している。
1950年代末には演奏活動を停止し、ロサンゼルスにて死去した。